# Jean-Laurent Le Cerf de La Viéville
Jean-Laurent Le Cerf de La Viéville (* 1674 in Rouen; † 10. November 1707 ebenda) war ein französischer Schriftsteller auf dem Gebiet der Musikessays und Dichter. In einem literarischen Streit mit François Raguenet verfasste er ein Buch, das mitunter als eines der ersten Werke der Musikkritik betrachtet wird und hilfreich für das Verständnis des musikalischen Empfindens jener Zeit ist.

## Leben
Le Cerf wurde bei den Jesuiten ausgebildet und studierte anschließend Philosophie und Rechtswissenschaft. 1696 erbte er von seinem Vater beim Parlament von Rouen die Stelle des garde des Sceaux (Siegelbewahrer), eine Arbeit, die ihm Freiraum zur Verfolgung persönlicher Interessen ließ. Dazu gehörte – wie von ihm behauptet – der Besuch von 400 bis 500 Opernaufführungen, was ihn wohl befähigte, der Arbeit Parallèle des Italiens et des François en ce qui regarde la Musique d’Opéra (Parallele der Italiener und der Franzosen hinsichtlich der Opernmusik, 1702) des ebenfalls in Rouen lebenden Raguenet sein 1704/06 in Brüssel veröffentlichtes Werk Comparaison de la musique italienne et de la musique françoise (Vergleich der italienischen Musik und der französischen Musik) entgegenzustellen.
Während Zeitgenossen in ihren Äußerungen Musikstücke entweder priesen oder verdammten, versuchte Le Cerf zu überzeugen und lieferte dabei den Grundstock der Argumentationsmuster der kommenden Jahrzehnte. Für seine Texte dachte sich Le Cerf eine kleine Gruppe von Musikliebhabern aus, die in Rouen über Musik plauderten. Nach Le Cerfs Meinung war die französische Musik eine Fortsetzung der gewohnten Geselligkeit auf anderer Ebene. Im Idealfall sangen Aufführende und Zuhörer gemeinsam, ohne Trennendes, was bei italienischen Vorträgen aber zu Tage trat, gerade wegen des kommerziellen Gesichtspunkts. Verstört durch die Tatsache, dass viele Personen des hohen Adels der italienischen Musik anhingen, wollte Le Cerf doch den Grand Dauphin auf seiner Seite wissen und lag daneben, war jener doch ein bekannter Förderer italienischer Einflüsse. Maßvoll sollte aus Le Cerfs Sicht die Musik sein, regelmäßig und einfach – wie die französische. Frei, kühn und keinesfalls einfältig war in Raguenets Augen und Ohren die italienische Musik und damit mehr bewunderungswürdig. Er setzte die Défense du Parallèle (Verteidigung der Parallele, 1705) auf, die von Le Cerf mit der Réponse à la Défense du Parallèle (Antwort auf die Verteidigung der Parallele) erwidert wurde.
Der Eifer, mit dem er diesen Streit ausfocht, nahm allerdings seine Gesundheit mit: Im Alter von 33 Jahren starb er an einer Hirnblutung und fand seine letzte Ruhestätte auf dem Cimetière monumental seiner Heimatstadt. Le Cerfs Werk litt seinerzeit unter einem kuriosen Makel: Aus geheimen Druckereien in Belgien nahmen viele Pamphlete über Rouen ihren Weg nach Paris, und so standen mangels Druckgenehmigung seine Bücher nicht besser da, als irgendwelche Schmähschriften.